# Иван Атанасов (дизайнер)
Вижте пояснителната страница за други личности с името Иван Атанасов.
Иван Димитров Атанасов е български разработчик на игри (гейм дизайнер), автор на ролеви игри („Аксиом16“ и др.), фентъзи писател и журналист.
Започва да се занимава с правене на игри през 1987 г., когато създава първата си настолна игра - приключенска игра с нарисувано от него поле, пионки, зарове и специални правила. Тази игра ползва много идеи, намерили приложение днес и в компютърните игри - има показатели на героите, магически предмети и екипировка - всичко необходимо за фентъзи игра. За жалост тя никога не достига до официално издаване, независимо от опитите на Иван да намери средства за това през периода 1991-1992 г.
Години по-късно (2000) Иван Атанасов намира средства за друга своя слабост - фентъзи литературата - и създава списание „Фентъзи фактор“. Там освен собственик е и главен редактор. Също така пише разкази под псевдонима Джон Кохен.
Там се заражда идеята за настолната ролева игра „Аксиом16“, която за пръв път се появява на страниците на списанието като подлистник, а по-късно (2005), след като списанието вече е минало, тя се появява и под формата на завършен продукт в книгата „Приключение с меч и магия“. През 2002 година започва работа като дизайнер във фирмата за компютърни игри Haemimont Games. Първоначално работи по идея за ролева игра, но по-късно проектът е замразен и той започва работа по Glory of the Roman Empire като главен дизайнер на проекта.
Паралелно с работата си на дизайнер не забравя хобито си и увлечението по ролевите игри и фентъзи литературата – пише разкази и допълнителни материали за „Аксиом16“ и официалния свят на системата – Титания.
Писал е сценарии за комикси за Конан и други истории. Обича да рисува. По образование е магистър по икономика, но го привлича по-творческата работа и затова предпочита да пише и да измисля игри. Завършил е курс по класическа анимация, което му помага в игрите. Занимава се с бойни изкуства.